# モデナ (F1)
モデナ（Modena）は、1991年にF1に参戦していたレーシングチームである。本拠地はイタリア・エミリア＝ロマーニャ州モデナに置かれた。ランボやランボルギーニ、モデナ・ランボとも呼ばれる。

## 歴史
F1計画の原点は、メキシコ初のF1チーム参戦を計画したメキシコ人実業家フェルナンド・ゴンザレス・ルナのグラス（GLAS, Gonzalez Luna Associates）チームに、ランボルギーニ社が全面協力してチームのF1参戦を支援するというもので、実際に1991年のF1世界選手権へのエントリーも完了し、参戦のための新マシン「291」のシェイクダウンテストも済んだ1990年7月、中心人物のルナがチーム資金を持ち逃げし失踪するという事態が発生する。
ランボルギーニはF1レギュレーションにある「正式エントリー完了後のレース欠場による多額の罰金」を避けるため、イタリア人資産家カルロ・パトルッコと組んでチーム本拠をイタリア・モデナへと移設、1991シーズン開幕直前には日本の土井不動産が資本参加し「Central Park」ブランドでメインスポンサーを務めることも決定しF1実戦へと突入した。
マシンは、マウロ・フォルギエリがすでに設計を済ませていたシャシー「291」にLE3512V型12気筒エンジンを搭載。シェイクダウンテストはマウロ・バルディが担当し、開幕前合同テストでは若手のマルコ・アピチェラがテスト走行をしたが、レースドライバーはイタリアの有望株とされF1参戦4年目となるニコラ・ラリーニと、1990年の国際F3000選手権で3勝を挙げる活躍を見せたエリック・ヴァン・デ・ポールに決定した。
曲線的に斜めになったサイドポンツーンが特徴的なマシンで、開幕戦のアメリカGPではラリーニが入賞一歩手前の7位で完走、第3戦サンマリノGPでは、雨天の混乱も味方しファイナルラップまでヴァン・デ・ポールが5位を走行する（ただし、ガス欠で最終的には9位完走扱い）シーンがあり、ラリーニの最高位7位が効き後半戦は予備予選の対象から外れた。
しかし、シーズンを通してチーム成績は低調で、フォルギエリは開幕からわずか2ヶ月でチームを去り、変わってナイジェル・コパースウェイトがウイングを変更、最終的には特徴的なサイドポンツーンを廃止したデザインのマシンを投入したが、決勝レースに出たのは2人合わせて6回、ヴァン・デ・ポールに至っては前述のサンマリノGPのみという結果であった。
最終戦の時点でランボルギーニ・エンジンを失うことは決定していたが、1992年に向けて「フェラーリのギルフォード・テクニカル・オフィス（GTO）を買収する計画があり、そこで新マシン開発を行い、エンジンに関してはフォードのエンジンを供給してもらえるよう交渉している。来季も参戦したい。」と表明していたが、参戦資金不足のためそのままF1から撤退した。

## F1における全成績
(key) （太字はポールポジション）
| 年     | シャシー    | エンジン                  | タイヤ | ドライバー                   | 1    | 2    | 3    | 4    | 5    | 6    | 7    | 8    | 9   | 10  | 11  | 12  | 13  | 14  | 15  | 16  | ポイント | 順位 |
| ------ | ----------- | ------------------------- | ------ | ---------------------------- | ---- | ---- | ---- | ---- | ---- | ---- | ---- | ---- | --- | --- | --- | --- | --- | --- | --- | --- | -------- | ---- |
| 1991年 | モデナ・291 | ランボルギーニ・L3512 V12 | G      |                              | USA  | BRA  | SMR  | MON  | CAN  | MEX  | FRA  | GBR  | GER | HUN | BEL | ITA | POR | ESP | JPN | AUS | 0        | NC   |
| 1991年 | モデナ・291 | ランボルギーニ・L3512 V12 | G      | ニコラ・ラリーニ             | 7    | DNPQ | DNPQ | DNPQ | DNPQ | DNPQ | DNPQ | DNPQ | Ret | 16  | DNQ | 16  | DNQ | DNQ | DNQ | Ret | 0        | NC   |
| 1991年 | モデナ・291 | ランボルギーニ・L3512 V12 | G      | エリック・ヴァン・デ・ポール | DNPQ | DNPQ | 9    | DNPQ | DNPQ | DNPQ | DNPQ | DNPQ | DNQ | DNQ | DNQ | DNQ | DNQ | DNQ | DNQ | DNQ | 0        | NC   |